# Betulodes crebraria
Betulodes crebraria là một loài bướm đêm trong họ Geometridae.